# Monplaisir (Lyon)
Pour les articles homonymes, voir Monplaisir.
Monplaisir est un quartier de la ville de Lyon, situé dans le 8e arrondissement.
Il est délimité au nord par le cours Albert-Thomas, à l'est par le boulevard Jean-XXIII, au sud par l'avenue Berthelot, et à l'ouest par les voies ferrées et le boulevard des Tchécoslovaques.

## Histoire

Château des Tournelles vers 1903. Ce château était situé à l'angle du cours Albert Thomas et de la rue Paul Sisley (anc. rue des Tournelles). Il fut démoli en 1934 lors de l'implantation à Lyon des usines suisses Saurer.

Le quartier appartenait autrefois à la commune de La Guillotière, qui est rattachée au troisième arrondissement de Lyon en 1852. Il est ensuite attaché au septième arrondissement à sa création en 1912, puis au huitième à sa création en 1959.
En 1828, est dressé le plan du lotissement du domaine du château des Tournelles.  Dans les années 1830, le territoire du 8e arrondissement se trouve séparé du vieux bourg de La Guillotière par la ligne de ceinture des fortifications. Monplaisir est ainsi urbanisé à partir du début du XIXe siècle par le lotissement  Le quartier se composait principalement de maisons individuelles et de petites industries, avec des pépinières, surtout de rosiéristes, comme Guillot fils et Bonnaire. En 1915, Marius Patay déménage son atelier pour l'installer dans une importante usine qu'il construit dans le quartier Monplaisir.
À partir des années 1960 et surtout de l’arrivée du métro, à la fin des années 1980, les petits immeubles résidentiels sont devenus la forme d’habitat dominante. Ce quartier garde un esprit de village, les habitants s’y côtoyant dans les nombreux commerces de l’avenue des Frères-Lumière et sur le grand marché qui se tient place Ambroise-Courtois les mardi, jeudi et samedi.

## Localisation

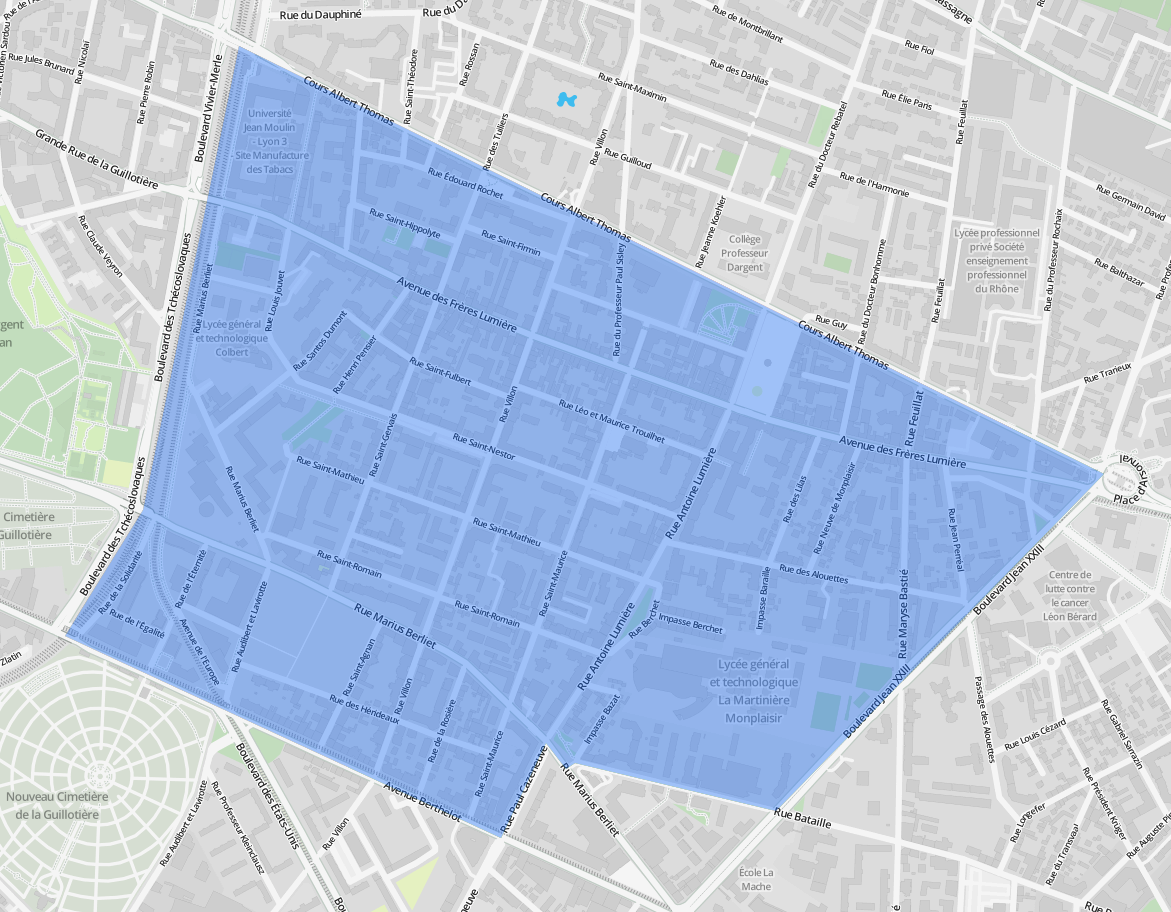
Monplaisir en bleu

Le quartier se situe dans un carré situé entre le cours Albert-Thomas, le boulevard Jean-XXIII, l'avenue Berthelot et le boulevard des Tchécoslovaques, à l'exclusion de la partie du Bachut située à l'est de la rue Paul-Cazeneuve et au sud de la rue Bataille,.

## Description

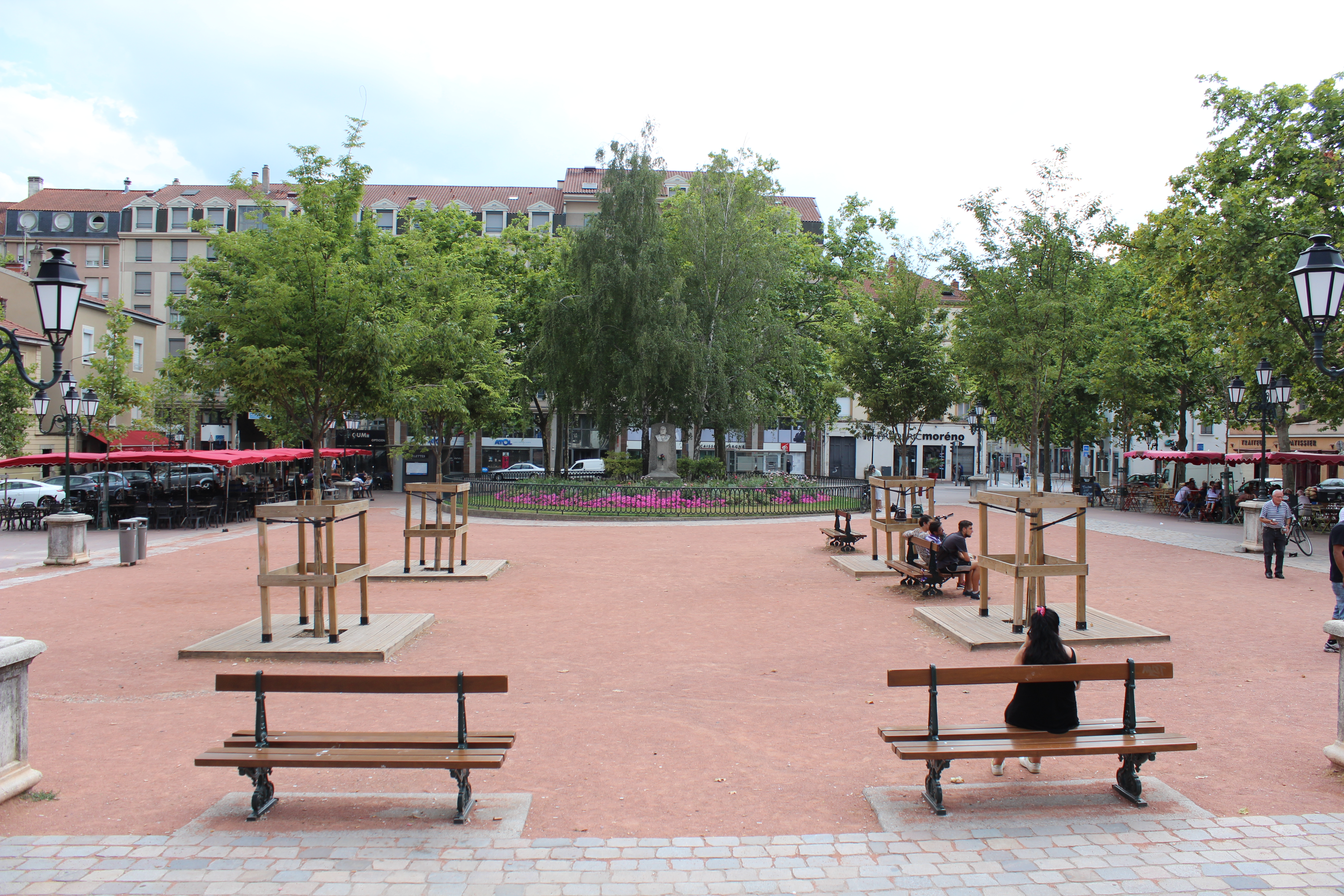
La place Ambroise-Courtois.

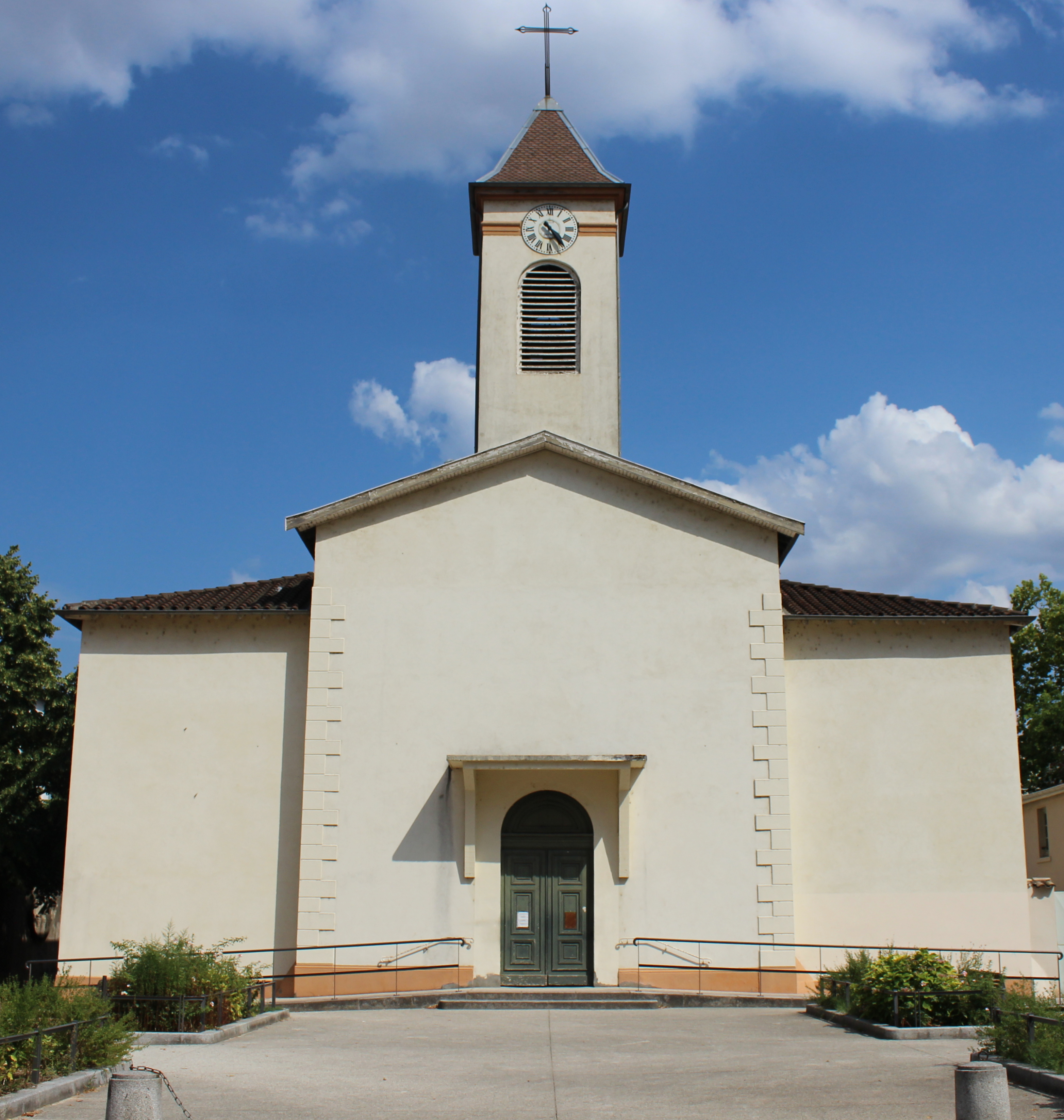
L'église Saint-Maurice.

Le quartier est centré autour de l’avenue des Frères-Lumière, (anciennement grande rue de Monplaisir et ancien tronçon de la route nationale 6) et autour de la place Ambroise-Courtois (anciennement place de Monplaisir) au bord de laquelle se trouve l’institut Lumière, un musée consacré au cinéma et installé dans la grande maison, également appelé château Lumière, qu’avaient fait construire Antoine Lumière, fondateur des usines Lumière et inventeur de la plaque photo à développement rapide qui fit sa fortune, et père d’Auguste et Louis Lumière, inventeurs du cinéma en 1895.
La ligne D du métro dessert ce quartier grâce aux stations Monplaisir-Lumière et Sans-souci. Les odonymes de certaines rues de Monplaisir sont inscrits sur des plaques noires avec de petites bandes blanches, rappelant un clap de cinéma, allusion à l'invention du cinéma dans le quartier.
Un peu à l’écart à l'ouest, en bordure des troisième et septième arrondissements, on trouve également l’ancienne manufacture des tabacs construite entre 1912 et 1932 et dont le directeur administratif et inspecteur fut pendant plusieurs décennies le conseiller municipal et résistant André Girard. Après une réhabilitation, les bâtiments hébergent depuis 1990 l’université Jean Moulin Lyon 3. On retrouve également sur l'avenue des Frères Lumière, la MJC Monplaisir, créée en 1962 et qui compte comme une des plus importantes Maisons des Jeunes de France.
Au bout de l’avenue, sur la place d'Arsonval dans le troisième arrondissement se trouve l’hôpital Édouard-Herriot, construit par l’architecte et urbaniste lyonnais Tony Garnier.
Ce quartier est à bien distinguer de celui, à moitié homonyme, au sud-est du huitième arrondissement nommé Monplaisir-la-Plaine, dont l’axe principal est l’avenue Paul-Santy (anciennement route d’Heyrieux).